# Tour de Irán-Azerbaiyán 2018
La 33.ª edición del Tour de Irán-Azerbaiyán se celebró entre el 30 y el 5 de octubre de 2018 con inicio y final en la ciudad de Tabriz en Irán. El recorrido constó de un total de 6 etapas sobre una distancia total de 993,6 km.
La carrera hizo parte del circuito UCI Asia Tour 2018 dentro de la categoría 2.1 y fue ganada por el ruso Dmitri Sokolov de la selección nacional rusa. El eritreo Meron Abraham del Bike Aid y el lituano Venantas Lašinis del Staki-Technorama completaron el podio como segundo y tercer clasificado respectivamente.

## Equipos participantes
Tomaron la partida un total de 13 equipos, de los cuales 10 son de categoría Continental y 3 Selecciones nacionales, quienes conformaron un pelotón de 74 ciclistas de los cuales terminaron 57. Los equipos participantes son:
| Equipos continentales (10)- Tarteletto-Isorex - Pishgaman Cycling Team - Tabriz Shahrdari - AC Sparta Praha - Vino-Astana Motors - Staki-Technorama - Alecto - Bike Aid - Gun Ay Tabriz Team - DFT Equipos nacionales (3)- Azerbaiyán - Irán - Rusia |
| |

## Recorrido
| Etapa     | Fecha     | Recorrido               | type                   | Distancia (km) | Ganador              | Líder                |
| --------- | --------- | ----------------------- | ---------------------- | -------------- | -------------------- | -------------------- |
| 1.ª etapa | 30 de sep | Tabriz – Urmía          | etapa escarpada        | 150,1          | Mohammad Ganjkhanlou | Mohammad Ganjkhanlou |
| 2.ª etapa | 1 de oct  | Urmía – Aras Free Zone  | etapa de media montaña | 209,4          | Dmitri Sokolov       | Dmitri Sokolov       |
| 3.ª etapa | 2 de oct  | Aras Free Zone – Tabriz | etapa de media montaña | 147,8          | Alexander Vdovin     | Dmitri Sokolov       |
| 4.ª etapa | 3 de oct  | Tabriz – Sareyn         | etapa de media montaña | 196,2          | Sjors Dekker         | Dmitri Sokolov       |
| 5.ª etapa | 4 de oct  | Sareyn – Tabriz         | etapa de media montaña | 198,9          | Saeid Safarzadeh     | Dmitri Sokolov       |
| 6.ª etapa | 5 de oct  | Tabriz – Tabriz         | etapa escarpada        | 91,2           | Mohammad Ganjkhanlou | Dmitri Sokolov       |

## Desarrollo de la carrera

### 1.ª etapa
| Tabriz - Urmía | etapa escarpada | (150,1 km) |

| \| Clasificación de la etapa \| Clasificación de la etapa \| Clasificación de la etapa \| Clasificación de la etapa \| Clasificación de la etapa \| \| Ciclista \| Ciclista \| Equipo \| Tiempo \| \| \| ------------------------- \| ------------------------- \| ------------------------- \| ------------------------- \| ------------------------- \| \| 1.º \| Mohammad Ganjkhanlou \| Pishgaman \| 3 h 25 min 10 s \| \| \| 2.º \| Meron Abraham \| Bike Aid \| + 0 s \| \| \| 3.º \| Dmitri Sokolov \| Lokosphinx \| + 0 s \| \| \| 4.º \| Arman Kamyshev \| Vino-Astana Motors \| + 0 s \| \| \| 5.º \| Clint Hendricks \| Bike Aid \| + 0 s \| \| \| 6.º \| Rick Ottema \| Alecto \| + 0 s \| \| \| 7.º \| Nikita Sokolov \| Vino-Astana Motors \| + 0 s \| \| \| 8.º \| Ylber Sefa \| Tarteletto-Isorex \| + 0 s \| \| \| 9.º \| Jan Stöhr \| AC Sparta Praha \| + 0 s \| \| \| 10.º \| Abram Stockman \| Tarteletto-Isorex \| + 0 s \| \| |                      |                    |                 |
| |                      |                    |                 |
| Fuente: ProCyclingStats |                      |                    |                 |
| Clasificación de la etapa |                      |                    |                 |
| Ciclista | Ciclista             | Equipo             | Tiempo          |
| 1.º | Mohammad Ganjkhanlou | Pishgaman          | 3 h 25 min 10 s |
| 2.º | Meron Abraham        | Bike Aid           | + 0 s           |
| 3.º | Dmitri Sokolov       | Lokosphinx         | + 0 s           |
| 4.º | Arman Kamyshev       | Vino-Astana Motors | + 0 s           |
| 5.º | Clint Hendricks      | Bike Aid           | + 0 s           |
| 6.º | Rick Ottema          | Alecto             | + 0 s           |
| 7.º | Nikita Sokolov       | Vino-Astana Motors | + 0 s           |
| 8.º | Ylber Sefa           | Tarteletto-Isorex  | + 0 s           |
| 9.º | Jan Stöhr            | AC Sparta Praha    | + 0 s           |
| 10.º | Abram Stockman       | Tarteletto-Isorex  | + 0 s           |

| \| Clasificación general \| Clasificación general \| Clasificación general \| Clasificación general \| Clasificación general \| \| Ciclista \| Ciclista \| Equipo \| Tiempo \| \| \| --------------------- \| --------------------- \| --------------------- \| --------------------- \| --------------------- \| \| 1.º \| Mohammad Ganjkhanlou \| Pishgaman \| 3 h 24 min 54 s \| \| \| 2.º \| Meron Abraham \| Bike Aid \| + 7 s \| \| \| 3.º \| Dmitri Sokolov \| Rusia \| + 12 s \| \| \| 4.º \| Rick Ottema \| Alecto \| + 14 s \| \| \| 5.º \| Abram Stockman \| Tarteletto-Isorex \| + 15 s \| \| \| 6.º \| Arman Kamyshev \| Vino-Astana Motors \| + 16 s \| \| \| 7.º \| Clint Hendricks \| Bike Aid \| + 16 s \| \| \| 8.º \| Nikita Sokolov \| Vino-Astana Motors \| + 16 s \| \| \| 9.º \| Ylber Sefa \| Tarteletto-Isorex \| + 16 s \| \| \| 10.º \| Jan Stöhr \| AC Sparta Praha \| + 16 s \| \| |                      |                    |                 |
| |                      |                    |                 |
| Fuente: ProCyclingStats |                      |                    |                 |
| Clasificación general |                      |                    |                 |
| Ciclista | Ciclista             | Equipo             | Tiempo          |
| 1.º | Mohammad Ganjkhanlou | Pishgaman          | 3 h 24 min 54 s |
| 2.º | Meron Abraham        | Bike Aid           | + 7 s           |
| 3.º | Dmitri Sokolov       | Rusia              | + 12 s          |
| 4.º | Rick Ottema          | Alecto             | + 14 s          |
| 5.º | Abram Stockman       | Tarteletto-Isorex  | + 15 s          |
| 6.º | Arman Kamyshev       | Vino-Astana Motors | + 16 s          |
| 7.º | Clint Hendricks      | Bike Aid           | + 16 s          |
| 8.º | Nikita Sokolov       | Vino-Astana Motors | + 16 s          |
| 9.º | Ylber Sefa           | Tarteletto-Isorex  | + 16 s          |
| 10.º | Jan Stöhr            | AC Sparta Praha    | + 16 s          |

### 2.ª etapa
| Urmía - Aras Free Zone | etapa de media montaña | (209,4 km) |

| \| Clasificación de la etapa \| Clasificación de la etapa \| Clasificación de la etapa \| Clasificación de la etapa \| Clasificación de la etapa \| \| Ciclista \| Ciclista \| Equipo \| Tiempo \| \| \| ------------------------- \| ------------------------- \| ------------------------- \| ------------------------- \| ------------------------- \| \| 1.º \| Dmitri Sokolov \| Rusia \| 5 h 14 min 51 s \| \| \| 2.º \| Mohammad Rajablou \| Irán \| + 1 min 12 s \| \| \| 3.º \| Michiel Stockman \| Tarteletto-Isorex \| + 1 min 12 s \| \| \| 4.º \| Savva Novikov \| Rusia \| + 3 min 26 s \| \| \| 5.º \| Marco Doets \| Alecto \| + 3 min 31 s \| \| \| 6.º \| Mohammad Ganjkhanlou \| Pishgaman \| + 3 min 31 s \| \| \| 7.º \| Ylber Sefa \| Tarteletto-Isorex \| + 3 min 31 s \| \| \| 8.º \| Meron Abraham \| Bike Aid \| + 3 min 31 s \| \| \| 9.º \| Venantas Lašinis \| Staki-Technorama \| + 3 min 31 s \| \| \| 10.º \| Mahdi Sohrabi \| Pishgaman \| + 3 min 31 s \| \| |                      |                   |                 |
| |                      |                   |                 |
| Fuente: ProCyclingStats |                      |                   |                 |
| Clasificación de la etapa |                      |                   |                 |
| Ciclista | Ciclista             | Equipo            | Tiempo          |
| 1.º | Dmitri Sokolov       | Rusia             | 5 h 14 min 51 s |
| 2.º | Mohammad Rajablou    | Irán              | + 1 min 12 s    |
| 3.º | Michiel Stockman     | Tarteletto-Isorex | + 1 min 12 s    |
| 4.º | Savva Novikov        | Rusia             | + 3 min 26 s    |
| 5.º | Marco Doets          | Alecto            | + 3 min 31 s    |
| 6.º | Mohammad Ganjkhanlou | Pishgaman         | + 3 min 31 s    |
| 7.º | Ylber Sefa           | Tarteletto-Isorex | + 3 min 31 s    |
| 8.º | Meron Abraham        | Bike Aid          | + 3 min 31 s    |
| 9.º | Venantas Lašinis     | Staki-Technorama  | + 3 min 31 s    |
| 10.º | Mahdi Sohrabi        | Pishgaman         | + 3 min 31 s    |

| \| Clasificación general \| Clasificación general \| Clasificación general \| Clasificación general \| Clasificación general \| \| Ciclista \| Ciclista \| Equipo \| Tiempo \| \| \| --------------------- \| --------------------- \| --------------------- \| --------------------- \| --------------------- \| \| 1.º \| Dmitri Sokolov \| Rusia \| 8 h 39 min 44 s \| \| \| 2.º \| Mohammad Ganjkhanlou \| Pishgaman \| + 3 min 32 s \| \| \| 3.º \| Meron Abraham \| Bike Aid \| + 3 min 39 s \| \| \| 4.º \| Rick Ottema \| Alecto \| + 3 min 46 s \| \| \| 5.º \| Abram Stockman \| Tarteletto-Isorex \| + 3 min 47 s \| \| \| 6.º \| Ylber Sefa \| Tarteletto-Isorex \| + 3 min 48 s \| \| \| 7.º \| Clint Hendricks \| Bike Aid \| + 3 min 48 s \| \| \| 8.º \| Jan Stöhr \| AC Sparta Praha \| + 3 min 48 s \| \| \| 9.º \| Venantas Lašinis \| Staki-Technorama \| + 3 min 48 s \| \| \| 10.º \| Arman Kamyshev \| Vino-Astana Motors \| + 3 min 48 s \| \| |                      |                    |                 |
| |                      |                    |                 |
| Fuente: ProCyclingStats |                      |                    |                 |
| Clasificación general |                      |                    |                 |
| Ciclista | Ciclista             | Equipo             | Tiempo          |
| 1.º | Dmitri Sokolov       | Rusia              | 8 h 39 min 44 s |
| 2.º | Mohammad Ganjkhanlou | Pishgaman          | + 3 min 32 s    |
| 3.º | Meron Abraham        | Bike Aid           | + 3 min 39 s    |
| 4.º | Rick Ottema          | Alecto             | + 3 min 46 s    |
| 5.º | Abram Stockman       | Tarteletto-Isorex  | + 3 min 47 s    |
| 6.º | Ylber Sefa           | Tarteletto-Isorex  | + 3 min 48 s    |
| 7.º | Clint Hendricks      | Bike Aid           | + 3 min 48 s    |
| 8.º | Jan Stöhr            | AC Sparta Praha    | + 3 min 48 s    |
| 9.º | Venantas Lašinis     | Staki-Technorama   | + 3 min 48 s    |
| 10.º | Arman Kamyshev       | Vino-Astana Motors | + 3 min 48 s    |

### 3.ª etapa
| Aras Free Zone - Tabriz | etapa de media montaña | (147,8 km) |

| \| Clasificación de la etapa \| Clasificación de la etapa \| Clasificación de la etapa \| Clasificación de la etapa \| Clasificación de la etapa \| \| Ciclista \| Ciclista \| Equipo \| Tiempo \| \| \| ------------------------- \| ------------------------- \| ------------------------- \| ------------------------- \| ------------------------- \| \| 1.º \| Alexander Vdovin \| Rusia \| 3 h 34 min 40 s \| \| \| 2.º \| Salim Kipkemboi \| Bike Aid \| + 0 s \| \| \| 3.º \| Adne van Engelen \| Bike Aid \| + 6 s \| \| \| 4.º \| Savva Novikov \| Rusia \| + 15 s \| \| \| 5.º \| Niels De Rooze \| Tarteletto-Isorex \| + 29 s \| \| \| 6.º \| Sjors Dekker \| Alecto \| + 1 min 01 s \| \| \| 7.º \| Amir Kolahdozhagh \| Pishgaman \| + 1 min 01 s \| \| \| 8.º \| Saeid Safarzadeh \| Tabriz Shahrdari \| + 1 min 01 s \| \| \| 9.º \| Mohammad Ganjkhanlou \| Pishgaman \| + 1 min 10 s \| \| \| 10.º \| Clint Hendricks \| Bike Aid \| + 1 min 10 s \| \| |                      |                   |                 |
| |                      |                   |                 |
| Fuente: ProCyclingStats |                      |                   |                 |
| Clasificación de la etapa |                      |                   |                 |
| Ciclista | Ciclista             | Equipo            | Tiempo          |
| 1.º | Alexander Vdovin     | Rusia             | 3 h 34 min 40 s |
| 2.º | Salim Kipkemboi      | Bike Aid          | + 0 s           |
| 3.º | Adne van Engelen     | Bike Aid          | + 6 s           |
| 4.º | Savva Novikov        | Rusia             | + 15 s          |
| 5.º | Niels De Rooze       | Tarteletto-Isorex | + 29 s          |
| 6.º | Sjors Dekker         | Alecto            | + 1 min 01 s    |
| 7.º | Amir Kolahdozhagh    | Pishgaman         | + 1 min 01 s    |
| 8.º | Saeid Safarzadeh     | Tabriz Shahrdari  | + 1 min 01 s    |
| 9.º | Mohammad Ganjkhanlou | Pishgaman         | + 1 min 10 s    |
| 10.º | Clint Hendricks      | Bike Aid          | + 1 min 10 s    |

| \| Clasificación general \| Clasificación general \| Clasificación general \| Clasificación general \| Clasificación general \| \| Ciclista \| Ciclista \| Equipo \| Tiempo \| \| \| --------------------- \| --------------------- \| --------------------- \| --------------------- \| --------------------- \| \| 1.º \| Dmitri Sokolov \| Rusia \| 12 h 15 min 45 s \| \| \| 2.º \| Mohammad Ganjkhanlou \| Pishgaman \| + 3 min 21 s \| \| \| 3.º \| Meron Abraham \| Bike Aid \| + 3 min 28 s \| \| \| 4.º \| Abram Stockman \| Tarteletto-Isorex \| + 3 min 36 s \| \| \| 5.º \| Clint Hendricks \| Bike Aid \| + 3 min 37 s \| \| \| 6.º \| Jan Stöhr \| AC Sparta Praha \| + 3 min 37 s \| \| \| 7.º \| Bahram Najafi \| Tabriz Shahrdari \| + 3 min 37 s \| \| \| 8.º \| Nikita Sokolov \| Vino-Astana Motors \| + 3 min 42 s \| \| \| 9.º \| Ylber Sefa \| Tarteletto-Isorex \| + 3 min 44 s \| \| \| 10.º \| Venantas Lašinis \| Staki-Technorama \| + 3 min 44 s \| \| |                      |                    |                  |
| |                      |                    |                  |
| Fuente: ProCyclingStats |                      |                    |                  |
| Clasificación general |                      |                    |                  |
| Ciclista | Ciclista             | Equipo             | Tiempo           |
| 1.º | Dmitri Sokolov       | Rusia              | 12 h 15 min 45 s |
| 2.º | Mohammad Ganjkhanlou | Pishgaman          | + 3 min 21 s     |
| 3.º | Meron Abraham        | Bike Aid           | + 3 min 28 s     |
| 4.º | Abram Stockman       | Tarteletto-Isorex  | + 3 min 36 s     |
| 5.º | Clint Hendricks      | Bike Aid           | + 3 min 37 s     |
| 6.º | Jan Stöhr            | AC Sparta Praha    | + 3 min 37 s     |
| 7.º | Bahram Najafi        | Tabriz Shahrdari   | + 3 min 37 s     |
| 8.º | Nikita Sokolov       | Vino-Astana Motors | + 3 min 42 s     |
| 9.º | Ylber Sefa           | Tarteletto-Isorex  | + 3 min 44 s     |
| 10.º | Venantas Lašinis     | Staki-Technorama   | + 3 min 44 s     |

### 4.ª etapa
| Tabriz - Sareyn | etapa de media montaña | (196,2 km) |

| \| Clasificación de la etapa \| Clasificación de la etapa \| Clasificación de la etapa \| Clasificación de la etapa \| Clasificación de la etapa \| \| Ciclista \| Ciclista \| Equipo \| Tiempo \| \| \| ------------------------- \| ------------------------- \| ------------------------- \| ------------------------- \| ------------------------- \| \| 1.º \| Sjors Dekker \| Alecto \| 4 h 12 min 56 s \| \| \| 2.º \| Kevin De Jonghe \| Tarteletto-Isorex \| + 13 s \| \| \| 3.º \| Meron Abraham \| Bike Aid \| + 1 min 42 s \| \| \| 4.º \| Amir Kolahdozhagh \| Pishgaman \| + 1 min 42 s \| \| \| 5.º \| Saeid Safarzadeh \| Tabriz Shahrdari \| + 1 min 42 s \| \| \| 6.º \| Savva Novikov \| Rusia \| + 1 min 49 s \| \| \| 7.º \| Rick Ottema \| Alecto \| + 1 min 54 s \| \| \| 8.º \| Behnam Ariyan \| Pishgaman \| + 1 min 54 s \| \| \| 9.º \| Clint Hendricks \| Bike Aid \| + 1 min 54 s \| \| \| 10.º \| Evgeny Nepomnyachshiy \| Vino-Astana Motors \| + 1 min 54 s \| \| |                       |                    |                 |
| |                       |                    |                 |
| Fuente: ProCyclingStats |                       |                    |                 |
| Clasificación de la etapa |                       |                    |                 |
| Ciclista | Ciclista              | Equipo             | Tiempo          |
| 1.º | Sjors Dekker          | Alecto             | 4 h 12 min 56 s |
| 2.º | Kevin De Jonghe       | Tarteletto-Isorex  | + 13 s          |
| 3.º | Meron Abraham         | Bike Aid           | + 1 min 42 s    |
| 4.º | Amir Kolahdozhagh     | Pishgaman          | + 1 min 42 s    |
| 5.º | Saeid Safarzadeh      | Tabriz Shahrdari   | + 1 min 42 s    |
| 6.º | Savva Novikov         | Rusia              | + 1 min 49 s    |
| 7.º | Rick Ottema           | Alecto             | + 1 min 54 s    |
| 8.º | Behnam Ariyan         | Pishgaman          | + 1 min 54 s    |
| 9.º | Clint Hendricks       | Bike Aid           | + 1 min 54 s    |
| 10.º | Evgeny Nepomnyachshiy | Vino-Astana Motors | + 1 min 54 s    |

| \| Clasificación general \| Clasificación general \| Clasificación general \| Clasificación general \| Clasificación general \| \| Ciclista \| Ciclista \| Equipo \| Tiempo \| \| \| --------------------- \| --------------------- \| --------------------- \| --------------------- \| --------------------- \| \| 1.º \| Dmitri Sokolov \| Rusia \| 16 h 30 min 35 s \| \| \| 2.º \| Meron Abraham \| Bike Aid \| + 3 min 12 s \| \| \| 3.º \| Abram Stockman \| Tarteletto-Isorex \| + 3 min 36 s \| \| \| 4.º \| Clint Hendricks \| Bike Aid \| + 3 min 37 s \| \| \| 5.º \| Jan Stöhr \| AC Sparta Praha \| + 3 min 37 s \| \| \| 6.º \| Bahram Najafi \| Tabriz Shahrdari \| + 3 min 37 s \| \| \| 7.º \| Nikita Sokolov \| Vino-Astana Motors \| + 3 min 42 s \| \| \| 8.º \| Ylber Sefa \| Tarteletto-Isorex \| + 3 min 44 s \| \| \| 9.º \| Venantas Lašinis \| Staki-Technorama \| + 3 min 44 s \| \| \| 10.º \| Hamid Beikkhormizi \| Pishgaman \| + 3 min 44 s \| \| |                    |                    |                  |
| |                    |                    |                  |
| Fuente: ProCyclingStats |                    |                    |                  |
| Clasificación general |                    |                    |                  |
| Ciclista | Ciclista           | Equipo             | Tiempo           |
| 1.º | Dmitri Sokolov     | Rusia              | 16 h 30 min 35 s |
| 2.º | Meron Abraham      | Bike Aid           | + 3 min 12 s     |
| 3.º | Abram Stockman     | Tarteletto-Isorex  | + 3 min 36 s     |
| 4.º | Clint Hendricks    | Bike Aid           | + 3 min 37 s     |
| 5.º | Jan Stöhr          | AC Sparta Praha    | + 3 min 37 s     |
| 6.º | Bahram Najafi      | Tabriz Shahrdari   | + 3 min 37 s     |
| 7.º | Nikita Sokolov     | Vino-Astana Motors | + 3 min 42 s     |
| 8.º | Ylber Sefa         | Tarteletto-Isorex  | + 3 min 44 s     |
| 9.º | Venantas Lašinis   | Staki-Technorama   | + 3 min 44 s     |
| 10.º | Hamid Beikkhormizi | Pishgaman          | + 3 min 44 s     |

### 5.ª etapa
| Sareyn - Tabriz | etapa de media montaña | (198,9 km) |

| \| Clasificación de la etapa \| Clasificación de la etapa \| Clasificación de la etapa \| Clasificación de la etapa \| Clasificación de la etapa \| \| Ciclista \| Ciclista \| Equipo \| Tiempo \| \| \| ------------------------- \| ------------------------- \| ------------------------- \| ------------------------- \| ------------------------- \| \| 1.º \| Saeid Safarzadeh \| Tabriz Shahrdari \| 5 h 10 min 53 s \| \| \| 2.º \| Savva Novikov \| Rusia \| + 11 s \| \| \| 3.º \| Jafar Alizadehchakhlou \| Tabriz Shahrdari \| + 19 s \| \| \| 4.º \| Folkert Oostra \| Alecto \| + 36 s \| \| \| 5.º \| Amir Kolahdozhagh \| Pishgaman \| + 38 s \| \| \| 6.º \| Meron Abraham \| Bike Aid \| + 38 s \| \| \| 7.º \| Ruben Scheire \| Tarteletto-Isorex \| + 41 s \| \| \| 8.º \| Arvin Moazemi \| Pishgaman \| + 47 s \| \| \| 9.º \| Mokhtari Farhad \| Gun Ay Tabriz Team \| + 49 s \| \| \| 10.º \| Adne van Engelen \| Bike Aid \| + 51 s \| \| |                        |                    |                 |
| |                        |                    |                 |
| Fuente: ProCyclingStats |                        |                    |                 |
| Clasificación de la etapa |                        |                    |                 |
| Ciclista | Ciclista               | Equipo             | Tiempo          |
| 1.º | Saeid Safarzadeh       | Tabriz Shahrdari   | 5 h 10 min 53 s |
| 2.º | Savva Novikov          | Rusia              | + 11 s          |
| 3.º | Jafar Alizadehchakhlou | Tabriz Shahrdari   | + 19 s          |
| 4.º | Folkert Oostra         | Alecto             | + 36 s          |
| 5.º | Amir Kolahdozhagh      | Pishgaman          | + 38 s          |
| 6.º | Meron Abraham          | Bike Aid           | + 38 s          |
| 7.º | Ruben Scheire          | Tarteletto-Isorex  | + 41 s          |
| 8.º | Arvin Moazemi          | Pishgaman          | + 47 s          |
| 9.º | Mokhtari Farhad        | Gun Ay Tabriz Team | + 49 s          |
| 10.º | Adne van Engelen       | Bike Aid           | + 51 s          |

| \| Clasificación general \| Clasificación general \| Clasificación general \| Clasificación general \| Clasificación general \| \| Ciclista \| Ciclista \| Equipo \| Tiempo \| \| \| --------------------- \| --------------------- \| --------------------- \| --------------------- \| --------------------- \| \| 1.º \| Dmitri Sokolov \| Rusia \| 21 h 42 min 42 s \| \| \| 2.º \| Meron Abraham \| Bike Aid \| + 2 min 36 s \| \| \| 3.º \| Venantas Lašinis \| Staki-Technorama \| + 3 min 24 s \| \| \| 4.º \| Nikita Sokolov \| Vino-Astana Motors \| + 3 min 36 s \| \| \| 5.º \| Folkert Oostra \| Alecto \| + 3 min 39 s \| \| \| 6.º \| Jan Stöhr \| AC Sparta Praha \| + 3 min 40 s \| \| \| 7.º \| Bahram Najafi \| Tabriz Shahrdari \| + 3 min 44 s \| \| \| 8.º \| Hamid Beikkhormizi \| Pishgaman \| + 3 min 46 s \| \| \| 9.º \| Ylber Sefa \| Tarteletto-Isorex \| + 3 min 47 s \| \| \| 10.º \| Abram Stockman \| Tarteletto-Isorex \| + 3 min 56 s \| \| |                    |                    |                  |
| |                    |                    |                  |
| Fuente: ProCyclingStats |                    |                    |                  |
| Clasificación general |                    |                    |                  |
| Ciclista | Ciclista           | Equipo             | Tiempo           |
| 1.º | Dmitri Sokolov     | Rusia              | 21 h 42 min 42 s |
| 2.º | Meron Abraham      | Bike Aid           | + 2 min 36 s     |
| 3.º | Venantas Lašinis   | Staki-Technorama   | + 3 min 24 s     |
| 4.º | Nikita Sokolov     | Vino-Astana Motors | + 3 min 36 s     |
| 5.º | Folkert Oostra     | Alecto             | + 3 min 39 s     |
| 6.º | Jan Stöhr          | AC Sparta Praha    | + 3 min 40 s     |
| 7.º | Bahram Najafi      | Tabriz Shahrdari   | + 3 min 44 s     |
| 8.º | Hamid Beikkhormizi | Pishgaman          | + 3 min 46 s     |
| 9.º | Ylber Sefa         | Tarteletto-Isorex  | + 3 min 47 s     |
| 10.º | Abram Stockman     | Tarteletto-Isorex  | + 3 min 56 s     |

### 6.ª etapa
| Tabriz - Tabriz | etapa escarpada | (91,2 km) |

| \| Clasificación de la etapa \| Clasificación de la etapa \| Clasificación de la etapa \| Clasificación de la etapa \| Clasificación de la etapa \| \| Ciclista \| Ciclista \| Equipo \| Tiempo \| \| \| ------------------------- \| ------------------------- \| ------------------------- \| ------------------------- \| ------------------------- \| \| 1.º \| Mohammad Ganjkhanlou \| Pishgaman \| 5 h 10 min 53 s \| \| \| 2.º \| Marco Doets \| Alecto \| + 11 s \| \| \| 3.º \| Dmitri Sokolov \| Rusia \| + 19 s \| \| \| 4.º \| Olamaei Mahdi \| Irán \| + 36 s \| \| \| 5.º \| Alexey Voloshin \| Vino-Astana Motors \| + 38 s \| \| \| 6.º \| Aleksandr Smirnov \| Rusia \| + 38 s \| \| \| 7.º \| Clint Hendricks \| Bike Aid \| + 41 s \| \| \| 8.º \| Matthew Overste \| Alecto \| + 47 s \| \| \| 9.º \| Bahram Najafi \| Tabriz Shahrdari \| + 49 s \| \| \| 10.º \| Jan Stöhr \| AC Sparta Praha \| + 51 s \| \| |                      |                    |                 |
| |                      |                    |                 |
| Fuente: ProCyclingStats |                      |                    |                 |
| Clasificación de la etapa |                      |                    |                 |
| Ciclista | Ciclista             | Equipo             | Tiempo          |
| 1.º | Mohammad Ganjkhanlou | Pishgaman          | 5 h 10 min 53 s |
| 2.º | Marco Doets          | Alecto             | + 11 s          |
| 3.º | Dmitri Sokolov       | Rusia              | + 19 s          |
| 4.º | Olamaei Mahdi        | Irán               | + 36 s          |
| 5.º | Alexey Voloshin      | Vino-Astana Motors | + 38 s          |
| 6.º | Aleksandr Smirnov    | Rusia              | + 38 s          |
| 7.º | Clint Hendricks      | Bike Aid           | + 41 s          |
| 8.º | Matthew Overste      | Alecto             | + 47 s          |
| 9.º | Bahram Najafi        | Tabriz Shahrdari   | + 49 s          |
| 10.º | Jan Stöhr            | AC Sparta Praha    | + 51 s          |

## Clasificaciones finales
Las clasificaciones finalizaron de la siguiente forma:

### Clasificación general
| \| Clasificación general \| Clasificación general \| Clasificación general \| Clasificación general \| Clasificación general \| \| Ciclista \| Ciclista \| Equipo \| Tiempo \| \| \| --------------------- \| --------------------- \| --------------------- \| --------------------- \| --------------------- \| \| 1.º \| Dmitri Sokolov \| Rusia \| 23 h 48 min 46 s \| \| \| 2.º \| Meron Abraham \| Bike Aid \| + 2 min 40 s \| \| \| 3.º \| Venantas Lašinis \| Staki-Technorama \| + 3 min 28 s \| \| \| 4.º \| Nikita Sokolov \| Vino-Astana Motors \| + 3 min 40 s \| \| \| 5.º \| Folkert Oostra \| Alecto \| + 3 min 43 s \| \| \| 6.º \| Jan Stöhr \| AC Sparta Praha \| + 3 min 44 s \| \| \| 7.º \| Bahram Najafi \| Tabriz Shahrdari \| + 3 min 48 s \| \| \| 8.º \| Hamid Beikkhormizi \| Pishgaman \| + 3 min 50 s \| \| \| 9.º \| Ylber Sefa \| Tarteletto-Isorex \| + 3 min 51 s \| \| \| 10.º \| Abram Stockman \| Tarteletto-Isorex \| + 4 min 00 s \| \| |                    |                    |                  |
| |                    |                    |                  |
| Fuente: ProCyclingStats |                    |                    |                  |
| Clasificación general |                    |                    |                  |
| Ciclista | Ciclista           | Equipo             | Tiempo           |
| 1.º | Dmitri Sokolov     | Rusia              | 23 h 48 min 46 s |
| 2.º | Meron Abraham      | Bike Aid           | + 2 min 40 s     |
| 3.º | Venantas Lašinis   | Staki-Technorama   | + 3 min 28 s     |
| 4.º | Nikita Sokolov     | Vino-Astana Motors | + 3 min 40 s     |
| 5.º | Folkert Oostra     | Alecto             | + 3 min 43 s     |
| 6.º | Jan Stöhr          | AC Sparta Praha    | + 3 min 44 s     |
| 7.º | Bahram Najafi      | Tabriz Shahrdari   | + 3 min 48 s     |
| 8.º | Hamid Beikkhormizi | Pishgaman          | + 3 min 50 s     |
| 9.º | Ylber Sefa         | Tarteletto-Isorex  | + 3 min 51 s     |
| 10.º | Abram Stockman     | Tarteletto-Isorex  | + 4 min 00 s     |

### Clasificación de la montaña
| Clasificación de la montaña | Clasificación de la montaña | Clasificación de la montaña | Clasificación de la montaña | Clasificación de la montaña |
| Ciclista                    | Ciclista                    | Equipo                      | Puntos                      |                             |
| --------------------------- | --------------------------- | --------------------------- | --------------------------- | --------------------------- |
| 1.º                         | Saeid Safarzadeh            | Tabriz Shahrdari            | 62 pts                      |                             |
| 2.º                         | Jafar Alizadehchakhlou      | Tabriz Shahrdari            | 46 pts                      |                             |
| 3.º                         | Amir Kolahdozhagh           | Pishgaman                   | 39 pts                      |                             |
| 4.º                         | Savva Novikov               | Rusia                       | 24 pts                      |                             |
| 5.º                         | Adne van Engelen            | Bike Aid                    | 22 pts                      |                             |
| 6.º                         | Hamid Beikkhormizi          | Pishgaman                   | 22 pts                      |                             |
| 7.º                         | Kevin De Jonghe             | Tarteletto-Isorex           | 13 pts                      |                             |
| 8.º                         | Sjors Dekker                | Alecto                      | 12 pts                      |                             |
| 9.º                         | Folkert Oostra              | Alecto                      | 11 pts                      |                             |
| 10.º                        | Ylber Sefa                  | Tarteletto-Isorex           | 10 pts                      |                             |

### Clasificación de las metas volantes
| Clasificación de las metas volantes | Clasificación de las metas volantes | Clasificación de las metas volantes | Clasificación de las metas volantes | Clasificación de las metas volantes |
| Ciclista                            | Ciclista                            | Equipo                              | Puntos                              |                                     |
| ----------------------------------- | ----------------------------------- | ----------------------------------- | ----------------------------------- | ----------------------------------- |
| 1.º                                 | Mohammad Ganjkhanlou                | Pishgaman                           | 18 pts                              |                                     |
| 2.º                                 | Sjors Dekker                        | Alecto                              | 14 pts                              |                                     |
| 3.º                                 | Dmitri Sokolov                      | Rusia                               | 12 pts                              |                                     |
| 4.º                                 | Rick Ottema                         | Alecto                              | 8 pts                               |                                     |
| 5.º                                 | Arvin Moazemi                       | Pishgaman                           | 6 pts                               |                                     |
| 6.º                                 | Mahdi Sohrabi                       | Pishgaman                           | 6 pts                               |                                     |
| 7.º                                 | Meron Abraham                       | Bike Aid                            | 6 pts                               |                                     |
| 8.º                                 | Kevin De Jonghe                     | Tarteletto-Isorex                   | 6 pts                               |                                     |
| 9.º                                 | Nikita Sokolov                      | Vino-Astana Motors                  | 4 pts                               |                                     |
| 10.º                                | Michiel Stockman                    | Tarteletto-Isorex                   | 4 pts                               |                                     |

### Clasificación de los jóvenes
| Clasificación del mejor joven | Clasificación del mejor joven | Clasificación del mejor joven | Clasificación del mejor joven | Clasificación del mejor joven |
| Ciclista                      | Ciclista                      | Equipo                        | Tiempo                        |                               |
| ----------------------------- | ----------------------------- | ----------------------------- | ----------------------------- | ----------------------------- |
| 1.º                           | Venantas Lašinis              | Staki-Technorama              | 23 h 52 min 14 s              |                               |
| 2.º                           | Nikita Sokolov                | Vino-Astana Motors            | + 12 s                        |                               |
| 3.º                           | Bahram Najafi                 | Tabriz Shahrdari              | + 20 s                        |                               |
| 4.º                           | Abram Stockman                | Tarteletto-Isorex             | + 32 s                        |                               |
| 5.º                           | Savva Novikov                 | Rusia                         | + 2 min 17 s                  |                               |
| 6.º                           | Michiel Stockman              | Tarteletto-Isorex             | + 3 min 16 s                  |                               |
| 7.º                           | Amir Hossein Jamshidian       | Irán                          | + 4 min 54 s                  |                               |
| 8.º                           | Jafar Alizadehchakhlou        | Tabriz Shahrdari              | + 9 min 10 s                  |                               |
| 9.º                           | Mohammad Ganjkhanlou          | Pishgaman                     | + 9 min 29 s                  |                               |
| 10.º                          | Alexandr Semenov              | Vino-Astana Motors            | + 17 min 52 s                 |                               |

### Clasificación por equipos
| Clasificación por equipos | Clasificación por equipos | Clasificación por equipos | Clasificación por equipos |
| Equipo                    | Equipo                    | Tiempo                    |                           |
| ------------------------- | ------------------------- | ------------------------- | ------------------------- |
| 1.º                       | Tarteletto-Isorex         | 71 h 36 min 58 s          |                           |
| 2.º                       | Rusia                     | + 2 min 34 s              |                           |
| 3.º                       | Alecto                    | + 2 min 55 s              |                           |
| 4.º                       | Bike Aid                  | + 3 min 10 s              |                           |
| 5.º                       | Pishgaman Cycling Team    | + 3 min 29 s              |                           |
| 6.º                       | AC Sparta Praha           | + 8 min 48 s              |                           |
| 7.º                       | Vino-Astana Motors        | + 8 min 54 s              |                           |
| 8.º                       | Tabriz Shahrdari          | + 9 min 27 s              |                           |
| 9.º                       | Irán                      | + 10 min 27 s             |                           |
| 10.º                      | Gun Ay Tabriz Team        | + 1 h 02 min 46 s         |                           |

## Evolución de las clasificaciones
| Etapa                   | Vencedor                | Clasificación general | Clasificación de la montaña | Clasificación de las metas volantes | Clasificación de los jóvenes | Clasificación por equipos |
| ----------------------- | ----------------------- | --------------------- | --------------------------- | ----------------------------------- | ---------------------------- | ------------------------- |
| 1.ª                     | Mohammad Ganjkhanlou    | Mohammad Ganjkhanlou  | Ylber Sefa                  | Mohammad Ganjkhanlou                | Mohammad Ganjkhanlou         | Bike Aid                  |
| 2.ª                     | Dmitri Sokolov          | Dmitri Sokolov        | Saeid Safarzadeh            | Mohammad Ganjkhanlou                | Mohammad Ganjkhanlou         | Tarteletto-Isorex         |
| 3.ª                     | Alexander Vdovin        | Dmitri Sokolov        | Saeid Safarzadeh            | Dmitri Sokolov                      | Mohammad Ganjkhanlou         | Tarteletto-Isorex         |
| 4.ª                     | Sjors Dekker            | Dmitri Sokolov        | Saeid Safarzadeh            | Dmitri Sokolov                      | Abram Stockman               | Tarteletto-Isorex         |
| 5.ª                     | Saeid Safarzadeh        | Dmitri Sokolov        | Saeid Safarzadeh            | Mohammad Ganjkhanlou                | Venantas Lašinis             | Tarteletto-Isorex         |
| 6.ª                     | Mohammad Ganjkhanlou    | Dmitri Sokolov        | Saeid Safarzadeh            | Mohammad Ganjkhanlou                | Venantas Lašinis             | Tarteletto-Isorex         |
| Clasificaciones finales | Clasificaciones finales | Dmitri Sokolov        | Saeid Safarzadeh            | Mohammad Ganjkhanlou                | Venantas Lašinis             | Tarteletto-Isorex         |

## UCI World Ranking
El Tour de Irán-Azerbaiyán otorga puntos para el UCI Asia Tour 2018 y el UCI World Ranking, este último para corredores de los equipos en las categorías UCI ProTeam, Profesional Continental y Equipos Continentales. Las siguientes tablas muestran el baremo de puntuación y los 10 corredores que obtuvieron más puntos:
| Posición              | 1.º | 2.º | 3.º | 4.º | 5.º | 6.º | 7.º | 8.º | 9.º | 10.º | 11.º | 12.º | 13.º-15.º | 16.º-25.º |
| Clasificación general | 125 | 85  | 70  | 60  | 50  | 40  | 35  | 30  | 25  | 20   | 15   | 10   | 5         | 3         |
| Por etapa             | 14  | 5   | 3   |     |     |     |     |     |     |      |      |      |           |           |
| Líder                 | 3   |     |     |     |     |     |     |     |     |      |      |      |           |           |

| Clasificación | Clasificación        | Clasificación      | Clasificación | Clasificación | Clasificación | Clasificación |
| Posición      | Ciclista             | Equipo             | General       | Etapa         | Líder         | Total         |
| ------------- | -------------------- | ------------------ | ------------- | ------------- | ------------- | ------------- |
| 1.º           | Dmitri Sokolov       | Selección de Rusia | 125           | 20            | 12            | 157           |
| 2.º           | Meron Abraham        | Bike Aid           | 85            | 8             | -             | 93            |
| 3.º           | Venantas Lašinis     | Staki-Technorama   | 70            | -             | -             | 70            |
| 4.º           | Nikita Sokolov       | Vino-Astana Motors | 60            | -             | -             | 60            |
| 5.º           | Folkert Oostra       | Alecto             | 50            | -             | -             | 50            |
| 6.º           | Jan Stöhr            | AC Sparta Praha    | 40            | -             | -             | 40            |
| 7.º           | Bahram Najafi        | Tabriz Shardary    | 35            | -             | -             | 35            |
| 8.º           | Mohammad Ganjkhanlou | Pishgaman          | -             | 28            | 3             | 31            |
| 9.º           | Hamid Beikkhormizi   | Pishgaman          | 30            | -             | -             | 30            |
| 10.º          | Ylber Sefa           | Tarteletto-Isorex  | 25            | -             | -             | 25            |